# W39
Pour les articles homonymes, voir W39 (homonymie).

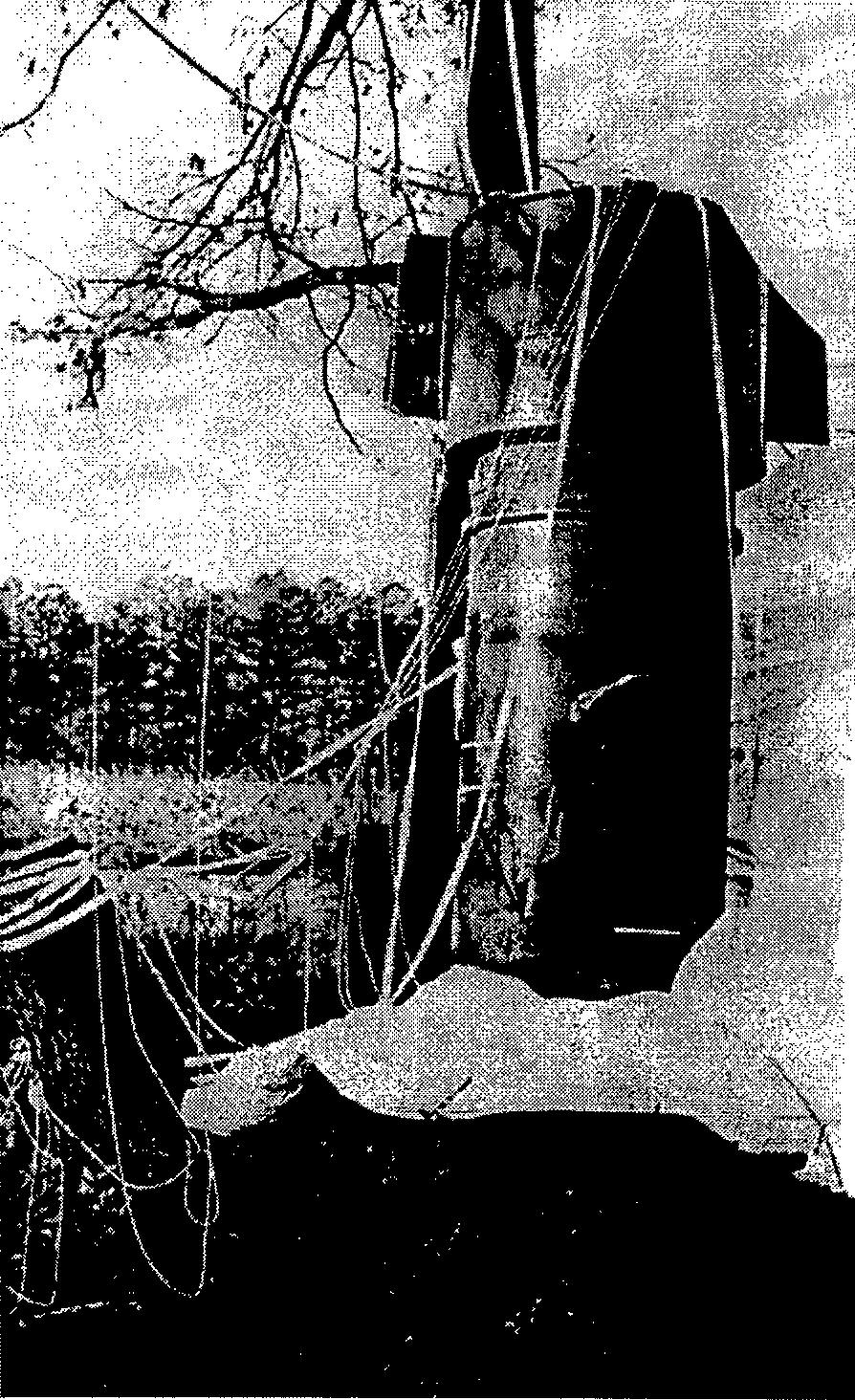
Une bombe dotée d'une ogive W39 après l'écrasement d'un B-52 à Goldsboro en Caroline du Nord aux États-Unis, le 24 janvier 1961.

La W39 était une ogive thermonucléaire américaine. Elle a été en service de 1957 à 1966.

## Description
La W39 avait un diamètre de 35 pouces et mesurait 106 pouces de long, le tout pesant entre 6 230 et 6 400 livres. Elle était embarquée à bord du missile Snark, du missile Redstone et dans le soute à bombes du Boeing B-52 Stratofortress et du Convair B-58.
La W39 avait une puissance explosive de 3,8 mégatonnes.

## Incident
En 1961, une avarie sur un Boeing B-52 a conduit au crash de l'avion et à la chute de 2 bombes dont la détonation a été évitée de peu.